# Leghemoglobine

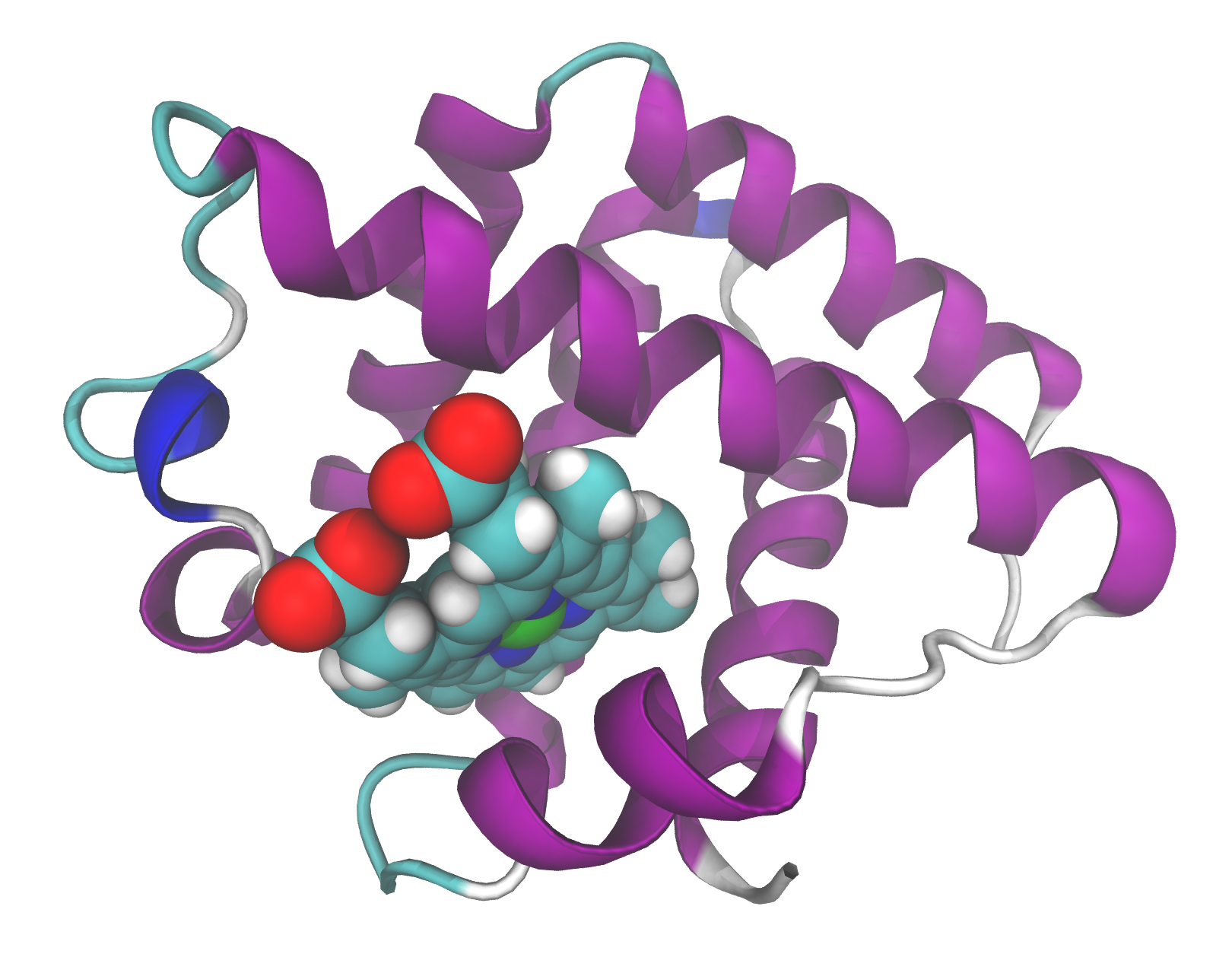
Leghemoglobine uit sojaboon.

Leghemoglobine is een eiwit dat voorkomt in de stikstofbindende stikstofwortelknolletjes van vlinderbloemige planten. Het kan zowel stikstof als zuurstof tijdelijk opslaan. Net als hemoglobine bevat het een heemring. Het wordt geproduceerd door de plant in reactie op het koloniseren van de wortels met een wortelknolbacterie zoals Rhizobium. Het is een van de elementen van de symbiotische relatie tussen plant en bacterie. Wortels die niet gekoloniseerd zijn door Rhizobium bevatten geen leghemoglobine. Leghemoglobine vertoont nauwe chemische en structurele overeenkomsten met hemoglobine en is net als hemoglobine rood van kleur. Er wordt algemeen aangenomen dat het peptide een product is van de plant terwijl de heemring (een ijzeratoom gebonden in een porfyrinering) wordt geproduceerd door de bacterie. Er is echter ook onderzoek dat suggereert dat ook de heemgroep wordt geproduceerd door de plant.
Leghemoglobine speelt een rol bij het binden van stikstof door de concentratie van vrij moleculair zuurstof zo laag te houden dat het de activiteit van de zuurstofgevoelige nitrogenase niet vermindert. Leghemoglobin heeft een hoge affiniteit voor zuurstof (een Km van ongeveer 0,01 µM), ongeveer tienmaal hoger dan het β-keten van humaan hemoglobine. Hierdoor is de zuurstofconcentratie laag genoeg om nitrogenase niet te belemmeren maar hoog genoeg om de bacteriën te laten ademhalen.
Hoewel ooit werd gedacht dat leghemoglobine een buffer voor de zuurstofbehoefte van het wortelknolletje bevat, blijkt uit recente studies dat slechts voldoende zuurstof wordt opgeslagen voor de ademhaling in het wortelknolletje voor enkele seconden. De functie is derhalve de ademende symbiotische bacteriële cellen  te helpen aan voldoende zuurstof, analoog aan het zuurstoftransport naar de ademende weefsels in dieren.
Andere planten, zoals Casuarina sp., produceren hemoglobine in hun symbiotische wortelknolletjes.